# Błękitna godzina

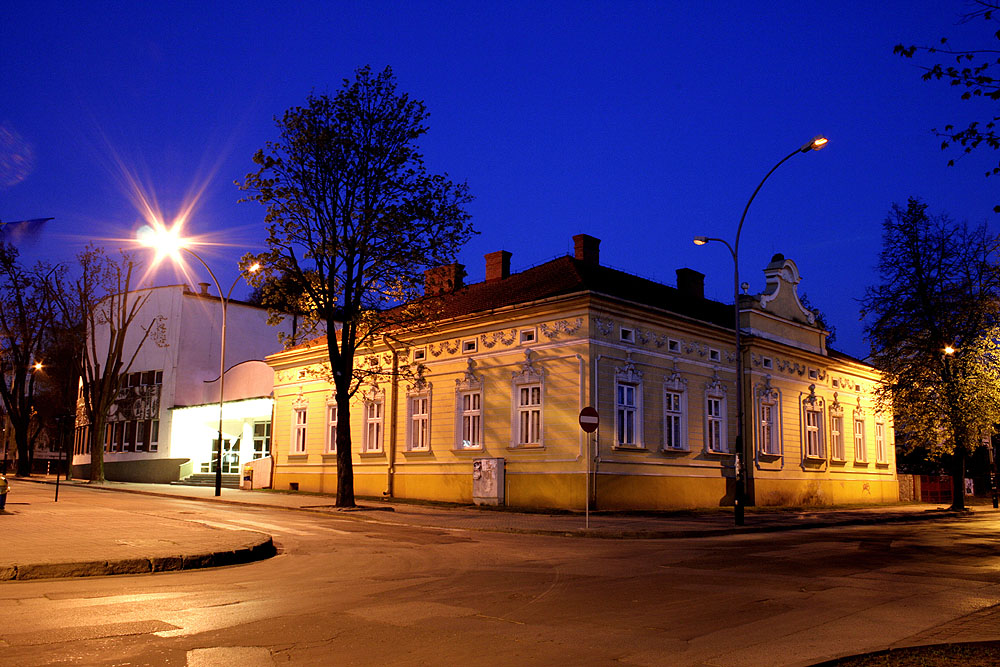
Zdjęcie zrobione w czasie trwania błękitnej godziny

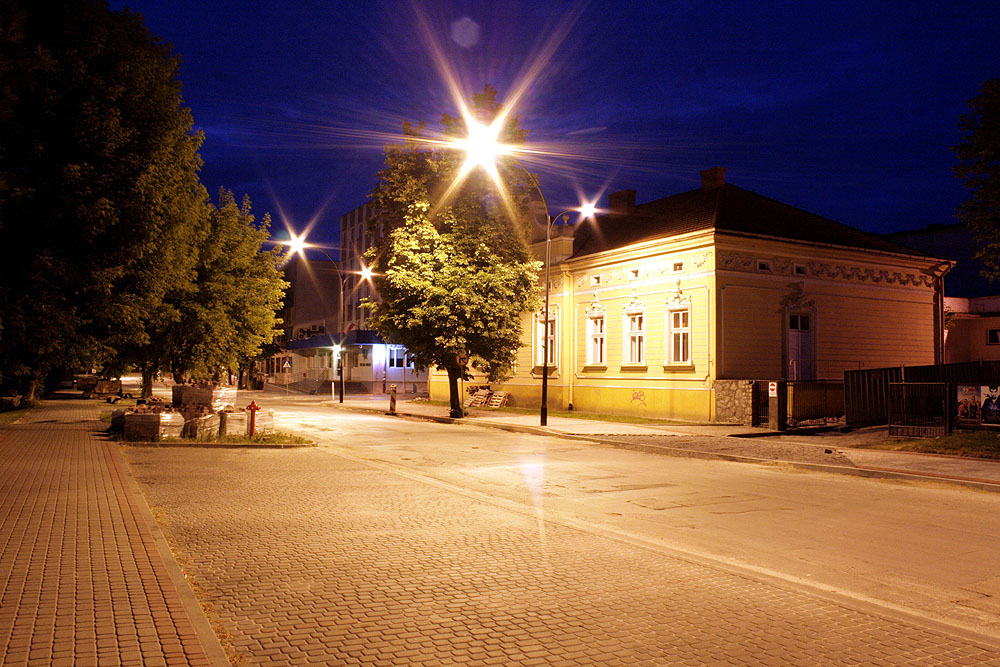

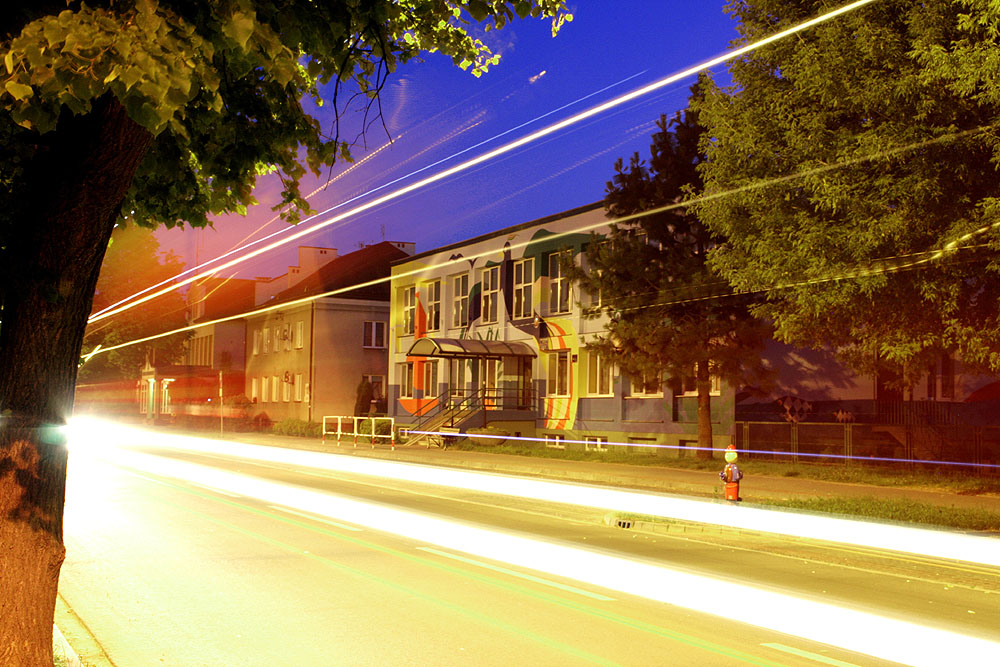

Błękitna godzina (niebieska godzina) – termin w fotografii określający najciekawszą, najkorzystniejszą porę wieczorową (nocną), najkorzystniejszy czas do nocnego fotografowania (fotografii nocnej).

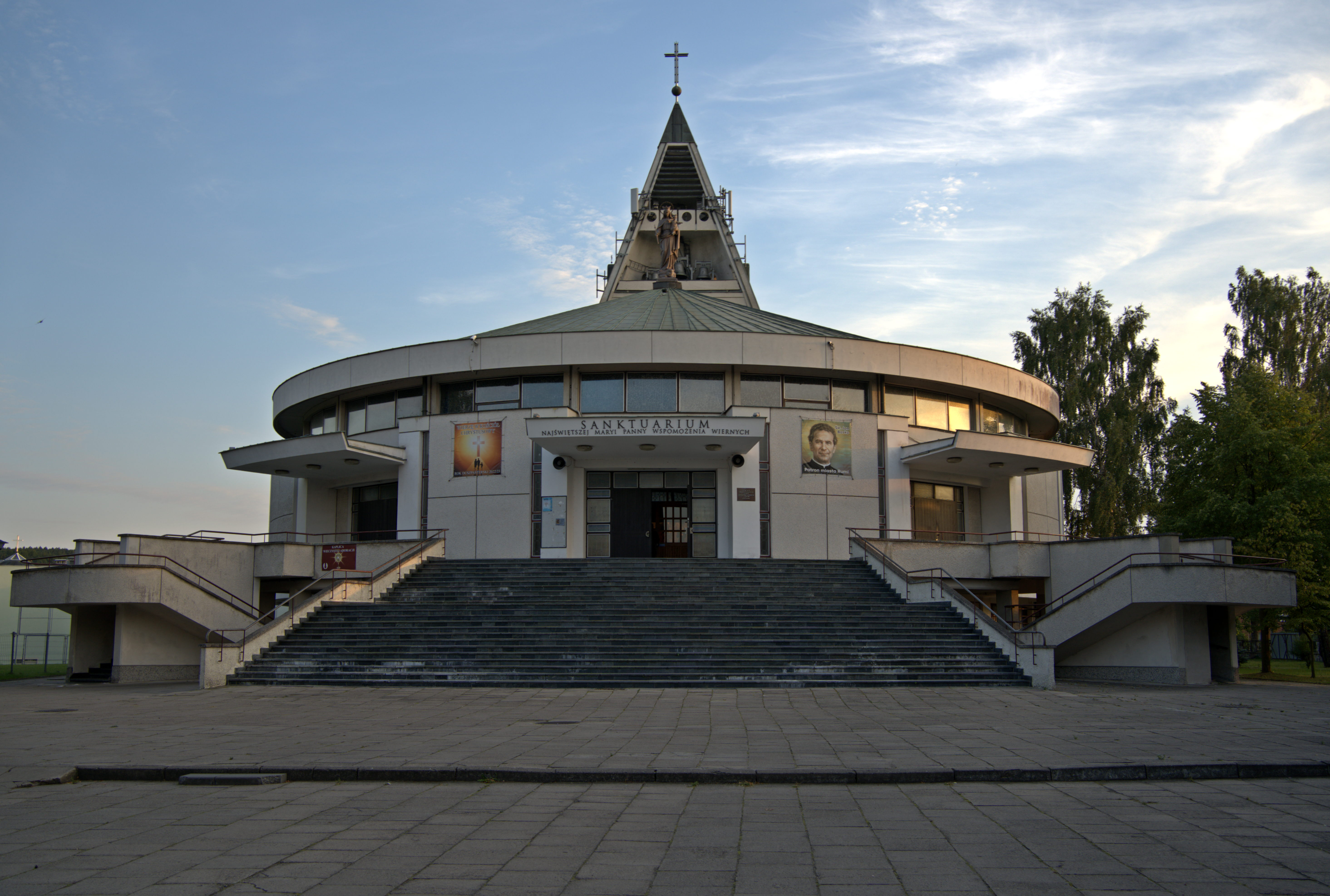
Dzień 19:27
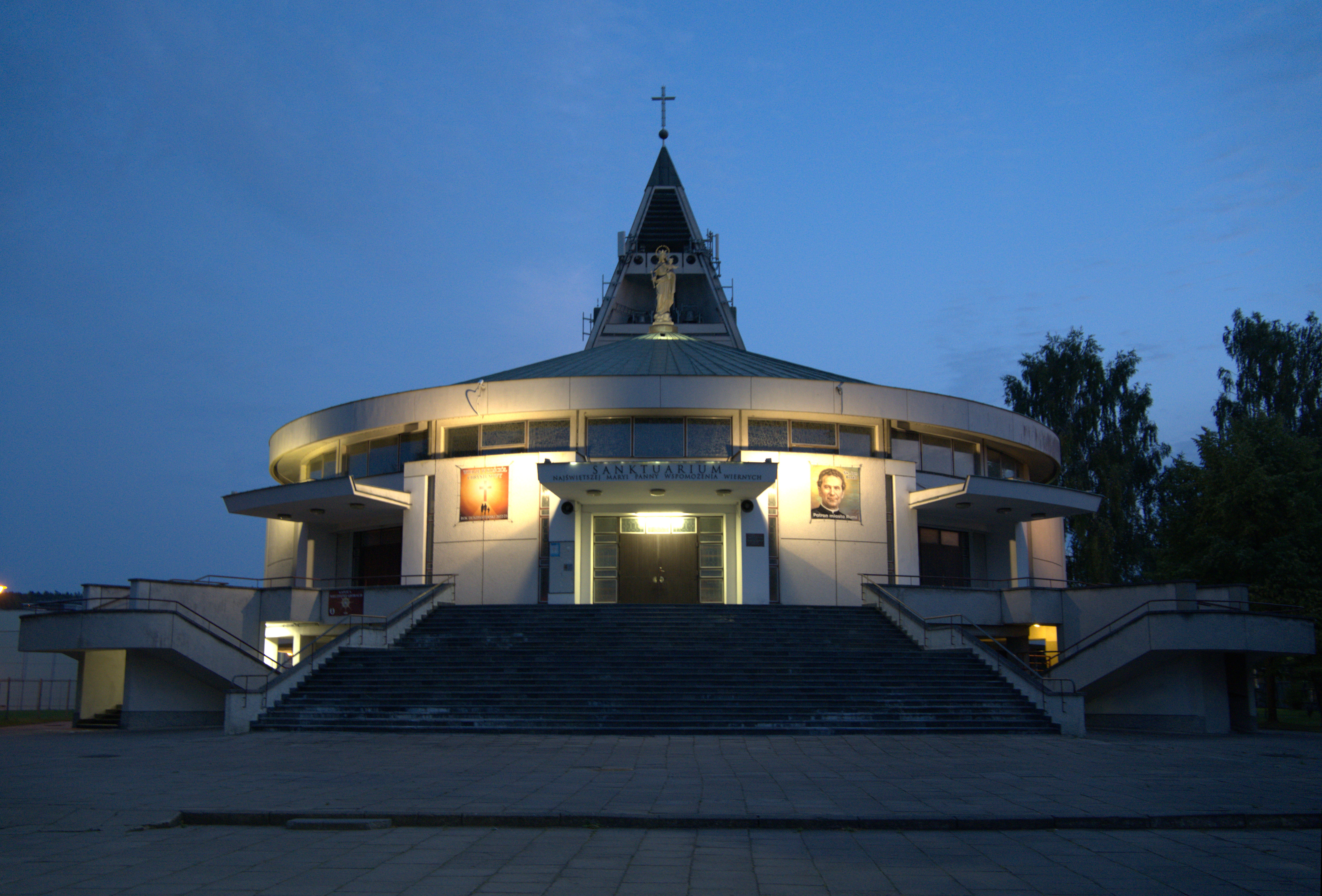
Błękitna godzina 20:48
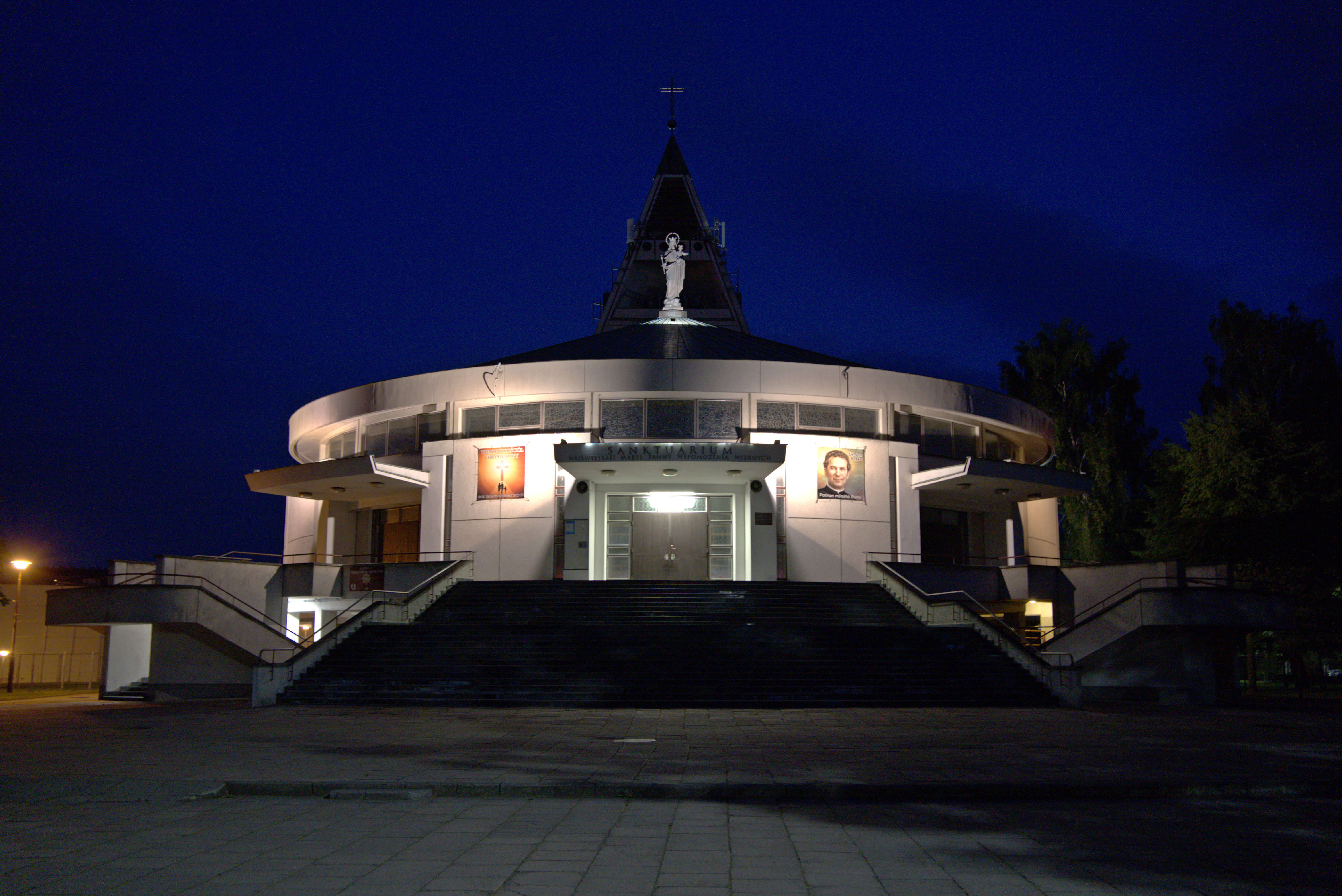
Noc 21:16

## Charakterystyka
Błękitna godzina – w fotografii to pora dnia/nocy, której początek ma miejsce kilkanaście, kilkadziesiąt minut po zachodzie Słońca – ewentualnie odwrotnie, przed wschodem Słońca. W czasie tym – chwilę po zapadnięciu zmroku – niebo jest już prawie czarne, jednak widać na nim jeszcze resztki dnia. Na nocnych zdjęciach, zrobionych w tym czasie (błękitnej godziny) – można uzyskać intensywne błękitne niebo, bardzo ciekawie komponujące się z pozostałym – nocnym już fotografowanym planem (w mieście – uliczne światła, smugi świateł przejeżdżających samochodów, światła witryn sklepowych). Na zdjęciach zrobionych w późniejszym czasie (po upływie błękitnej godziny) – niebo już będzie ciemne.
W czasie trwania błękitnej godziny istnieje bardzo sprzyjające światło do fotografii nocnej – mało kontrastowe, z niewielką rozpiętością tonalną cieni i świateł – co pozwala na poprawne uchwycenie zdecydowanie większej ilości szczegółów (mających wpływ na jakość fotografii) – w przeciwieństwie do fotografowania w późnych godzinach nocnych, charakteryzujących się dużą rozpiętością tonalną cieni i świateł (dużym kontrastem).

## Czas trwania błękitnej godziny
Wbrew samej nazwie błękitna godzina trwa bardzo krótko, od kilkunastu do (maksymalnie) kilkudziesięciu minut – zależnie od miejsca i pory roku. Precyzyjne ustalenie czasu rozpoczęcia i zakończenia błękitnej godziny nie jest możliwe. Fotografując za wcześnie – uzyskamy zbyt jasne niebo na fotografii, i odwrotnie, jeśli za późno – niebo będzie już zbyt ciemne. Należy zwrócić uwagę co do odwrotności – korzystając z czasu trwania błękitnej godziny mającej miejsce przed wschodem słońca – fotografując za wcześnie uzyskamy zbyt ciemne niebo na fotografii, i odwrotnie – jeśli za późno, niebo będzie już zbyt jasne. Pozostaje metoda prób i błędów.